# Gaucín
Gaucín település Spanyolországban, Málaga tartományban. Gaucín Casares, Jimena de la Frontera, Cortes de la Frontera és Benarrabá községekkel határos. Lakosainak száma 1591 fő (2024).

## Népesség
A település népessége az elmúlt években az alábbi módon változott:
| Lakosok száma | 1732 | 1818 | 1946 | 1929 | 1727 | 1671 | 1588 | 1576 | 1608 | 1591 |
|               | 2001 | 2004 | 2007 | 2009 | 2012 | 2014 | 2017 | 2019 | 2022 | 2024 |